# Harwood, Northumberland
Harwood är en ort i civil parish Hollinghill, i grevskapet Northumberland i England. Orten är belägen 20 km från Morpeth. Harwood var en civil parish 1866–1955 när det uppgick i Hollinghill. Civil parish hade 30 invånare år 1951.